# Gericht Boyneburg
Das Gericht Boyneburg war in der Frühen Neuzeit ein teilautonomer Herrschaftsbereich im Osten der Landgrafschaft Hessen und der auf diese folgenden Landgrafschaft Hessen-Kassel.

## Entstehung
Auf der Reichsburg Boyneburg waren Ministeriale zur Administration des umliegenden Reichsgutes eingesetzt. Im Verlauf des sog. Interregnums und der nachfolgenden Schwäche der Zentralgewalt betrachteten reichsministeriale Burgmannen überall im Reich ihr Dienstgut zunehmend als Eigenbesitz. Als die Landgrafschaft Hessen 1292 zu einem Reichsfürstentum erhoben wurde, wurde der Lehensnexus durch die Stadt Eschwege und die Boyneburg hergestellt: Landgraf Heinrich I. trug Eschwege dem König Adolf zu Lehen auf und dieser übertrug Eschwege und die Boyneburg als erbliches Reichslehen an den Landgrafen. Die auf der Burg ansässigen und sich seit mindestens 1138 nach der Burg nennenden Herren von Boyneburg verweigerten dem Landgrafen jedoch lange Zeit ihre lehensrechtliche Unterwerfung, um ihren reichsunmittelbaren Status zu verteidigen, was zu über zwei Jahrhunderte dauernden Auseinandersetzungen führte. Erst 1449 kam es zu einem Vergleich, und ab 1460 hielten die von Boyneburg die Burg und den dazu gehörigen ehemaligen Reichsbesitz als landgräflich-hessisches Erblehen.

## Umfang
Das Gericht Boyneburg bestand aus 19 Dörfern nördlich und südlich von Eschwege, in welchen die von Boyneburg die dominierenden Grundherren waren (mit Ausnahme Datterodes, welches zwar im Gericht Boyneburg lag, aber grundherrschaftlich nicht von den von Boyneburg beherrscht wurde).
Bis zum Dreißigjährigen Krieg blieb das Gericht Boyneburg ein teilautonomes Herrschaftsgebiet. Dann aber zwangen die Kriegsereignisse die Boyneburger dazu, ihr Gebiet rechtlich wie faktisch dem Landgrafen zu unterstellen; dennoch hatten die landgräflichen Beamten auch dann keine Exekutivgewalt im Gericht Boyneburg.
Sein Ende fand das Gericht Boyneburg mit dem Aussterben der von Boyneburg-Hohenstein 1792, dem bedeutendsten Geschlecht der im Umkreis der Stammburg verblieben von Boineburg.